# Spiczak
Spiczak (Brzeziński I, Spiczak-Brzeziński I, Spiczek, Zabawa odmienny) – kaszubski herb szlachecki, odmiana herbu Zabawa.

## Opis herbu
Opis z wykorzystaniem zasad blazonowania, zaproponowanych przez Alfreda Znamierowskiego:
Tarcza dwupolowa, dzielona w słup. Pole prawe błękitne, pole lewe szachowane czerwono-srebrne. Klejnot: Trzy pióra strusie. Labry: Z prawej błękitne, podbite srebrem, z lewej czerwone, podbite srebrem.
Herb różni się od Zabawy jedynie liczbą piór w klejnocie, oraz, w zależności od źródeł opisujących Zabawę, układem pól.

## Najwcześniejsze wzmianki
Wzmiankowany przez herbarze niemiecko i polskojęzyczne. Herbarze niemieckie to: Nowy Siebmacher, Adelslexikon der Preussichen Monarchie Ledebura, Die Polnischen Adel i Die Polnischen Stamwappen Żernickiego. Z heraldyków polskich wymienia go Juliusz Karol Ostrowski.

## Rodzina Brzezińskich
Herb przynależny drobnoszlacheckiej rodzinie z Kaszub, wywodzącej się z Brzeźna w dawnym powiecie człuchowskim. Po raz pierwszy Brzezińscy wzmiankowani są w 1570 roku; w 1662 w Brzeźnie mieszkało 21 Brzezińskich powyżej 10 roku życia. Przydomek Spiczak przy ich nazwisku pojawił się najprawdopodobniej w połowie XVII wieku.

## Herbowni
Brzeziński (Brzesziński, Brzezynski, Brzeżyński). Rodzina używała też licznych przydomków: Bastian, Bula (Buhla), Jurkowicz, Kajc (Kajec), Kowalk, Mądry, Myk, Pażątka, Polak, Spiczak (Śpiczak), Swyk, Szęta, Świątek (Świętek), Tybork (Tyborc). Najdłużej używane były przydomki uznane przez heraldykę niemiecką za nazwiska odrębnych rodów: Bastian, Myk, Spiczak, Świątek.
Taki herb miał przysługiwać większości gałęzi rodu, ale Brzezińskim z Kaszub przypisywano też inne herby: Brzeziński II, Brzeziński III, Brzeżewski (Brzeziński III odm.), Brzeziński IV, Brzeziński V.